# Jorge Luis de Berghes
Jorge Luis de Berghes (Bruselas, 5 de septiembre de 1662 - † Lieja, 5 de diciembre de 1743) fue príncipe-obispo de Lieja desde 1724 hasta su muerte en 1743.

## Biografía

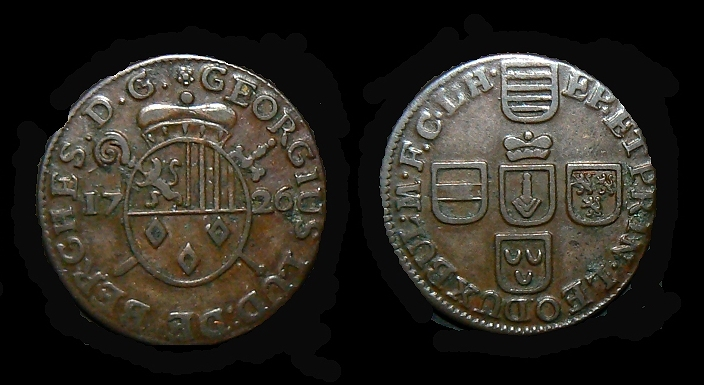
Moneda liejana de Jorge Luis de Berghes.

Abandonó una carrera de militar al servicio de España para seguir su vocación religiosa. En 1695 entró en el capítulo de la catedral de san Lamberto (Lieja).
Su elección como príncipe-obispo fue la primera ruptura con la línea de los Wittelsbach de Baviera que gobernaban el principado desde 1581. Aunque hubo un concurrente, Clemente Augusto de Baviera, al capítulo ya le bastaba con un príncipe siempre ausente que consideraba el principado como una prebenda fácil, y prefirió elegir a un hombre del país. De esta manera Jorge Luis de Berghes fue elegido príncipe-obispo de Lieja el 7 de febrero de 1724.
En 1727 quiso crear un hospital general como respuesta a la miseria endémica.
Después del incendio en 1734 del palacio de los príncipes-obispos, hizo reconstruirlo en estilo neoclásico, que es como ha llegado hasta hoy.
A su muerte, legó su fortuna de 1,3 millones de florines a «sus hermanos, los pobres de la ciudad».

### Citas
1. ↑  Mélard, Claude (30 de enero de 2014). «Vers la révolution». Chronologie de la principauté de Liége (en francés). Archivado desde el original el 9 de abril de 2014. Consultado el 12 de abril de 2014.
2. ↑  Le Roy, Alphonse (1897). «Georges-Louis de Berghes». Biographie nationale T. II (en francés). Bruselas: Académie royale des sciences, des lettres et des Beaux-arts de Belgique. pp. 240 y ss. Archivado desde el original el 13 de abril de 2014. Consultado el 12 de abril de 2014.
3. ↑  Dumoulin, Bruno. «La Principauté de Liège de sa Renaissance à la Révolution» (en francés). Archivado desde el original el 28 de noviembre de 2014. Consultado el 12 de abril de 2014.
4. ↑  Stiennon, Jacques (1991). Histoire de Liège (en francés). Tolosa: Privat.